# 이탈리아니 브라바 젠테
이탈리아니 브라바 젠테(Italiani brava gente, Attack and Retreat)는 이탈리아에서 제작된 쥬세페 드 산티스 감독의 1964년 드라마, 전쟁 영화이다. 아서 케네디 등이 주연으로 출연하였다.

## 출연

### 주연
- 아서 케네디
- 잔나 프로코렌코